# Infotin
InfoTin is een reisinformatiesysteem dat gebruikt wordt in stads- en streekvervoer door Connexxion en dochteronderneming Hermes.
Het systeem werd door Hermes voor het eerst als pilot gebruikt in Sittard in de zomer van 2005. Dit was opvallend omdat het werd ingezet in de landelijke gebieden, en niet in de gebruikelijke grote steden. Het idee hierachter is dat juist reizigers in de landelijke gebieden behoefte hebben aan reisinformatie omdat de frequentie laag is en men kan zien of de bus (te vroeg) vertrokken is.
Op de InfoTin ziet de reiziger op de minuut nauwkeurig hoe laat de eerst volgende bus(sen) bij de bushalte vertrekt.

## Uitrol
- De pilot is in de zomer van 2005 in de regio Sittard opgestart door Hermes. Het systeem is hier weer verwijderd nadat Hermes de concessie in Limburg had verloren ten gunste van Veolia.
- Met de ingang van de nieuwe concessie in het SRE op 14 december 2008 hebben alle bushalten in dit gebied waar Hermes-bussen rijden een InfoTin (met uitzondering van de eind en beginhaltes). Deze werden na afloop van de concessie verwijderd.
- In Almere zijn, in 2008, ook een aantal halten met InfoTin uitgerust en sinds 2009 zijn deze ook in Leeuwarden te vinden.

## Werking
Het systeem werkt op een duurzame batterij en het scherm is uitgevoerd in lcd. Het systeem kan over de bestaande (wettelijke erkende) bushaltepalen worden geklemd en is hiermee in uitvoering relatief goedkoop.
De bus in het gebied waar de InfoTin wordt gebruikt is uitgevoerd met gps en een gsm-zender. Elke 30 seconden wordt een bericht verzonden naar de verkeersleiding en stuurt het bericht, met hierin het lijnnummer, actuele vertrektijd, vervoersmaatschappij en eventuele extra teksten, terug naar de InfoTin.
De berichten worden verstuurd via het DARC-Protocol via de frequentie van Radio 4.
Doordat het signaal van Radio 4 in Eindhoven sterk en onregelmatig werd verstoord door andere radiozenders, is de reisinformatie onvolledig en stonden de Infotins op 90% van de locaties uit. Via een andere frequentie (onder andere via Omroep Brabant) werd getest of het systeem werkte. In de loop van 2010 zijn de InfoTins weer in werking gesteld. Door problemen met een kabel van KPN zijn in december 2010 weer veel InfoTins uitgevallen